# 南久宝寺町
南久宝寺町（みなみきゅうほうじまち）は、大阪府大阪市中央区の町名。現行行政地名は南久宝寺町一丁目から南久宝寺町四丁目。

## 地理
北は北久宝寺町、南は博労町、東は東横堀川久宝寺橋を挟んで材木町・松屋町住吉、西は西横堀川跡の阪神高速1号環状線北行きを挟んで西区立売堀・新町にそれぞれ接する。
大阪では有数の問屋街の一つである。南久宝寺町1丁目から3丁目まではアーケードが設置されている。また、南久宝寺町通として大阪市内を東西に走る道路の名称にも使われている。

### 河川
- 東横堀川

### 南久宝寺町通
中央大通から数えて3本南側の通り。東行きの一方通行である。阪神高速1号環状線の長堀入口に接続している（接続部の地名は松屋町住吉）。

## 歴史
1872年（明治5年）まで、現在の3丁目と4丁目のうち御堂筋沿いは北久宝寺町5丁目、佐野屋橋筋沿いと渡辺筋沿いは上難波町、西横堀川沿いは西笹町という町名だった。
江戸時代から小間物問屋が集積した問屋街としての歴史を持ち、戦後は衣料品や服飾雑貨（カバン・袋物・傘・靴など）を扱う現金問屋街となった。バブル崩壊頃より閉店する問屋が増え、かつての活気は失われつつあるが、いまなお大阪では有数の問屋街の一つである。
1962年（昭和37年）に埋め立てられた西横堀川には助右衛門橋が架橋されていた。

### 地名の由来
当地に久宝寺という寺院があったことに由来するという説と、道頓堀川が開削された際に河内国渋川郡久宝寺村（顕証寺の寺内町）から多くの人夫が来て、当地を住地にしていたことに由来するという説の2つがある。

## 世帯数と人口
2019年（平成31年）3月31日現在の世帯数と人口は以下の通りである。
| 丁目             | 世帯数    | 人口    |
| ---------------- | --------- | ------- |
| 南久宝寺町一丁目 | 672世帯   | 824人   |
| 南久宝寺町二丁目 | 373世帯   | 517人   |
| 南久宝寺町三丁目 | 75世帯    | 82人    |
| 南久宝寺町四丁目 | 229世帯   | 325人   |
| 計               | 1,349世帯 | 1,748人 |

### 人口の変遷
国勢調査による人口の推移。
| 1995年（平成7年）  | 359人   | [ 6 ]  |  |
| 2000年（平成12年） | 306人   | [ 7 ]  |  |
| 2005年（平成17年） | 642人   | [ 8 ]  |  |
| 2010年（平成22年） | 1,070人 | [ 9 ]  |  |
| 2015年（平成27年） | 1,621人 | [ 10 ] |  |

### 世帯数の変遷
国勢調査による世帯数の推移。
| 1995年（平成7年）  | 158世帯   | [ 6 ]  |  |
| 2000年（平成12年） | 153世帯   | [ 7 ]  |  |
| 2005年（平成17年） | 451世帯   | [ 8 ]  |  |
| 2010年（平成22年） | 824世帯   | [ 9 ]  |  |
| 2015年（平成27年） | 1,244世帯 | [ 10 ] |  |

## 事業所
2016年（平成28年）現在の経済センサス調査による事業所数と従業員数は以下の通りである。
| 丁目             | 事業所数  | 従業員数 |
| ---------------- | --------- | -------- |
| 南久宝寺町一丁目 | 115事業所 | 973人    |
| 南久宝寺町二丁目 | 142事業所 | 1,314人  |
| 南久宝寺町三丁目 | 124事業所 | 2,429人  |
| 南久宝寺町四丁目 | 132事業所 | 2,128人  |
| 計               | 513事業所 | 6,844人  |

## 施設
- 久宝寺橋 - 東横堀川
- 萬栄
- 御堂筋ダイビル - 4丁目、御堂筋沿い

## 交通

### 鉄道
- 地内に駅はなく、地下鉄堺筋線の堺筋本町駅および本町駅が最寄り駅である。

### 道路
高速道路
- 阪神高速1号環状線

国道
- 国道25号（御堂筋）

主要地方道
- 大阪府道102号恵美須南森町線（堺筋）

## その他

### 日本郵便
- 〒541-0058[3]（集配局：大阪東郵便局[12]）